# 8 Pułk Grenadierów (Cesarstwo Niemieckie)

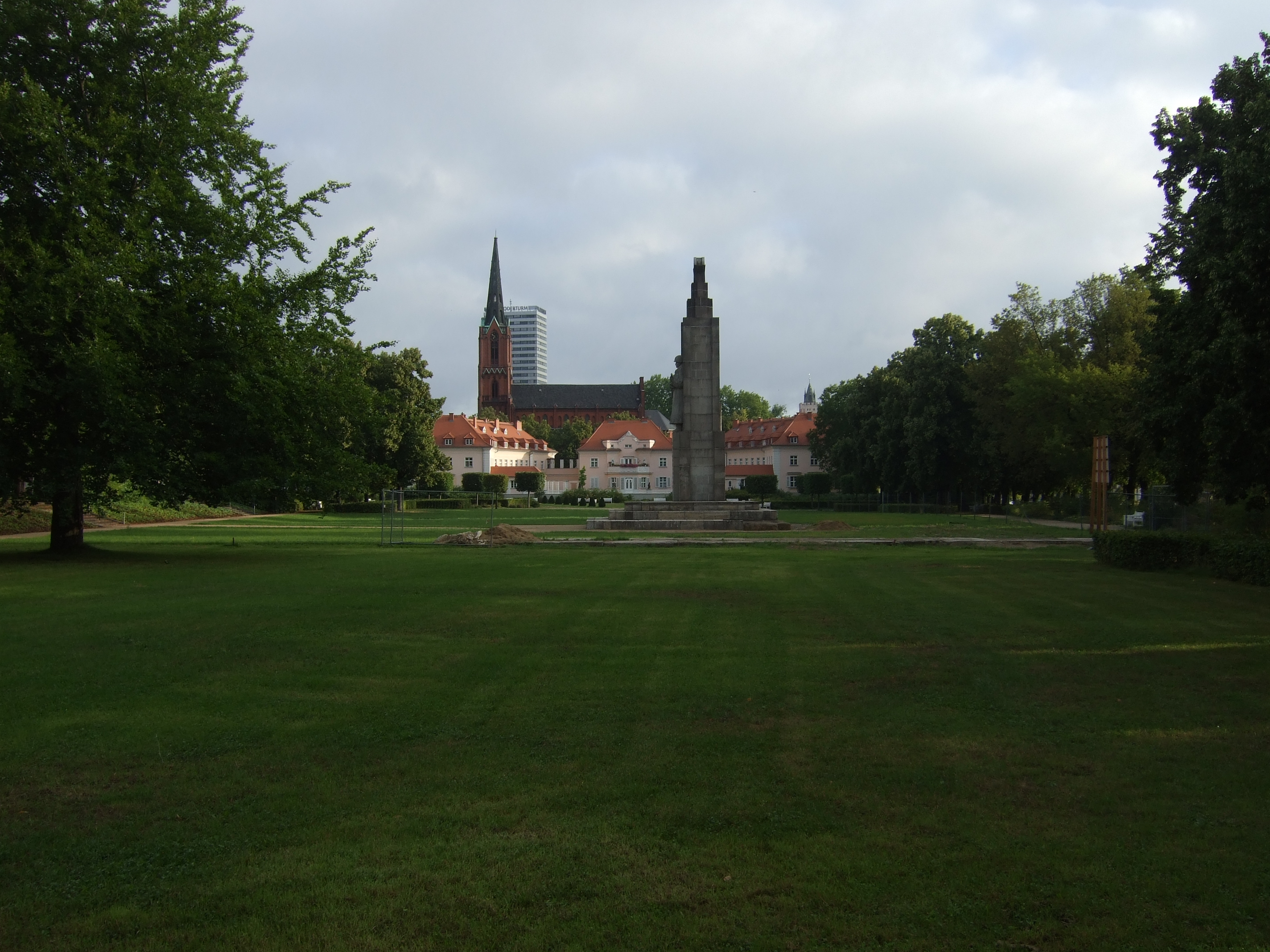
Anger – dawniej plac ćwiczebny frankfurckich grenadierów

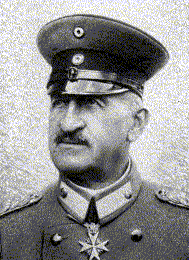
Alexander von Linsingen, w 1889 major 8 pułku grenadierów

8 Przyboczny Pułk Grenadierów im. Króla Fryderyka Wilhelma III (1 Brandenburski) (niem. Königlich-Preußisches Leib-Grenadier-Regiment König Friedrich Wilhelm III. (1. Brandenburgisches) Nr. 8) – pułk piechoty niemieckie.

## Historia
Pułk  sformowany 21 listopada 1808 .
W wyniku mobilizacji, w sierpniu 1914 pułk osiągnął gotowość bojową i w składzie 9 Brygady Piechoty 5 Dywizji został wysłany na front zachodni.

## Schemat organizacyjny
- III Korpus Armijny – Berlin
  - 5 Dywizja Piechoty  – Frankfurt nad Odrą
    - 9 Brygada Piechoty (9. Infanterie-Brigade) – Brandenburg
      - 8 Przyboczny Pułk Grenadierów im. Króla Fryderyka Wilhelma III (1 Brandenburski) – Frankfurt nad Odrą

## Dowódcy pułku
1808 von Horn, 1811 von Tippelskirch, 1812 von Zielinski, 1813 von Zepelin, 1816 von Grabow, 1832 von Werder, 1839 von Marées, 1845 von Chamier, 1849 von Hoffmann, 1849 von Manstein, 1852 von Sydow, 1857 marszałek von Sulicki, 1859 von Bojanowski, 1863 von Berger, 1866 Girodz von Gaudy, 1870 von L'Estocq, 1874 von Reibnitz, 1880 hrabia Finck von Finckenstein, 1883 Freiherr von Willisen, 1885 Freiherr von Falkenstein, 1888 Baron Paul v. Collas, 1891 von Krosigk, 1894 Freiherr von Lichtenstern, 1895 von Eichhorn, 1897 von Kleist, 1900 von Salisch, 1903 von Schack

## Działania zbrojne
- 1806–1807 - przeciwko Francji (m.in. obrona Kołobrzegu)
- 1812–przeciwko Rosji u boku Napoleona
- 1813–1814 - przeciwko Francji
- 1815– przeciwko Francji
- 1846–przeciwko siłom w Poznaniu
- 18 marca 1848 –walki uliczne w Berlinie
- 1864–przeciwko Danii
- 1866–przeciwko Austrii
- 1870–1871 - przeciwko Francji